# Alpinia kawakamii
Espèce
Classification phylogénétique
Alpinia kawakamii est une espèce de plante herbacée vivace du genre Alpinia de la famille des Zingiberaceae, originaire du Sud de l'Ile de Taiwan.
Une première description en est faite en 1915 par Bunzō Hayata dans son ouvrage Icones Plantarum Formosanarum nec non et Contributiones ad Floram Formosanam, fascicule 5, page 222.
Une deuxième description en est faite en 1916 sous le nom de Alpinia elwesii dans le Curtis's Botanical Magazine (volume 142, Tab. 8651).

## Synonymes
- Alpinia elwesii Turrill